# 日本のエチケット
日本におけるエチケットの規範は、国内の社会的行動への期待を管理しており、非常に重要であると考えられているが多くの社会文化と同様にエチケットは、問題の人物に対する相対的な地位によって大きく異なる。多くの本では、その詳細について読者に指示しているが一部の風習は非常に地域的な慣行である可能性があり、したがって日本のすべての地域に適応するわけではなく、習慣は日本の歴史の中で変化してきた。以下は、現代まで日本で一般的に受け入れられている習慣である。

## 入浴

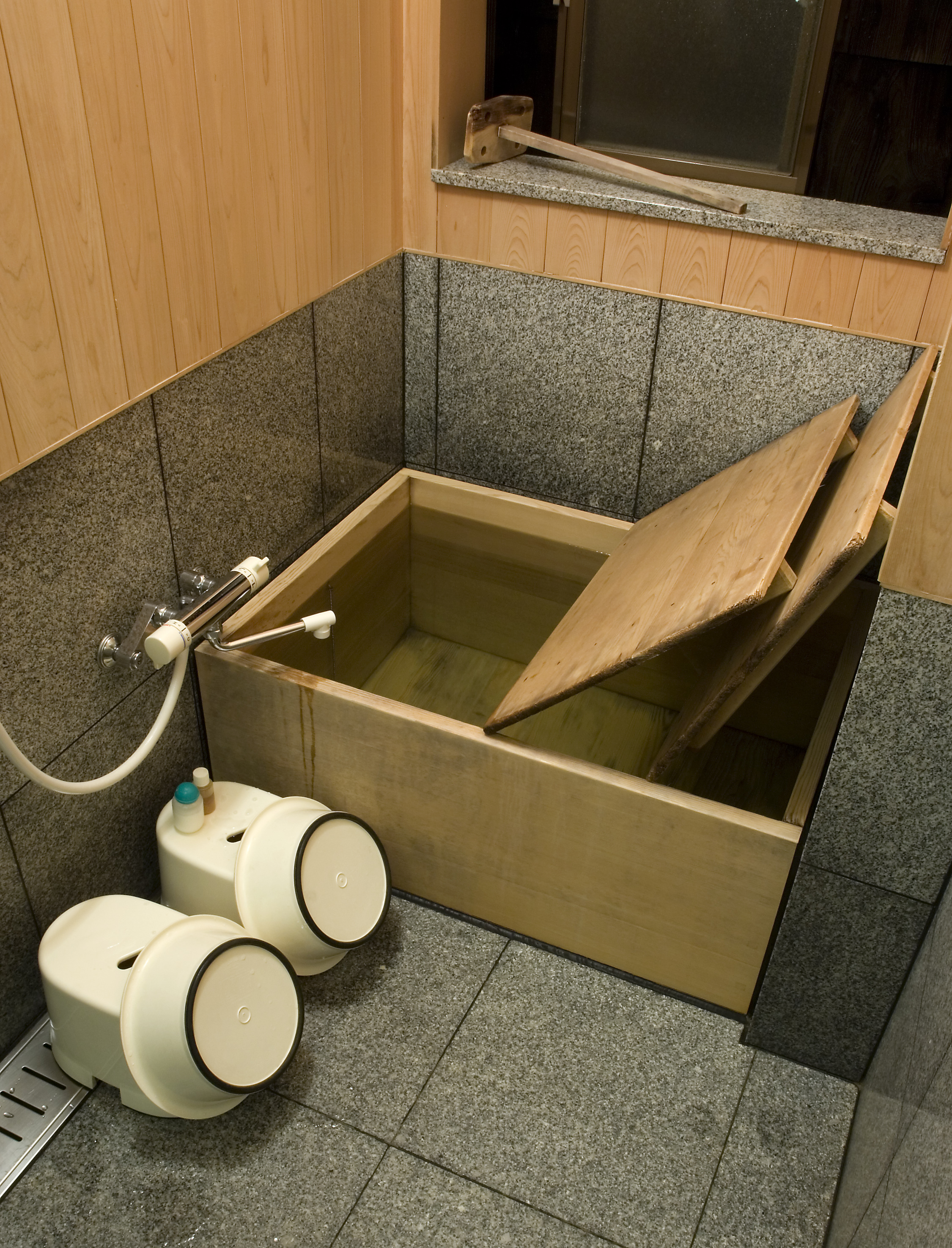
旅館における風呂

入浴は、身体をきれいにするのではなく、リラックスするための浴槽であり日本での日常生活で重要な位置を占める。そのため、 浴槽またはお風呂に入る前に、身体をきれいに洗わなければならない。これは、浴槽と同じ部屋で、小さな椅子に座って、手持ち式のシャワーなどを使用して行われる。石鹸、タオル、シャンプーが提供される。また、入浴者はお風呂に足を踏み入れる前に2回ほど完全に洗ってすすぐ必要がある。温水は各人が使用した後に排水されず、新鮮な水を加熱するのに数時間（およびかなりの量の費用）が必要になるため、石鹸の残留物をお風呂に移さないことが非常に重要である。入浴後、髪の毛やごみは水からすくい出され、水温を維持し蒸発を防ぐために浴槽に蓋が置かれる。給湯器を用いて温度を維持し続ける。（旅館のお風呂には、入浴前に脱衣するための小さな部屋がある。通常、使用済みのタオルを入れるためのバスケットがある。） 

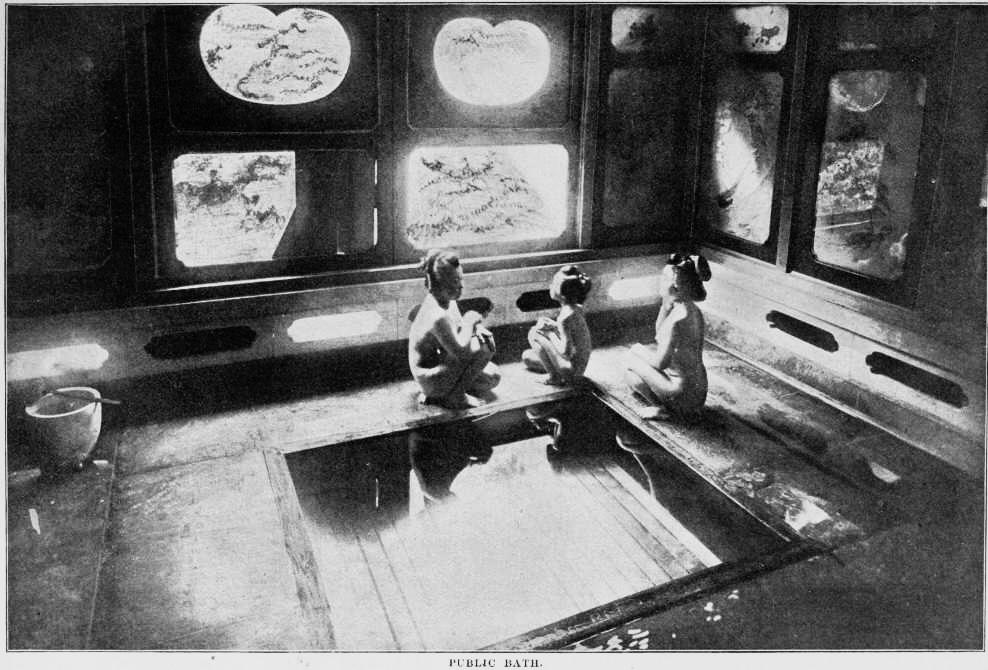
銭湯の様子 (1901年)

温泉は熱水泉を意味し、これらの風呂は地熱泉で温められた水を使用し、多くの場合、1日以上滞在する田舎のリゾートのような目的地に組み込まれている。屋内と屋外、共同とプライベートの浴槽がある大規模な温泉では、男性用と女性用に分かれており、訪問者は通常裸で入浴する。 
多くの銭湯や温泉では暴力団の活動を懸念し、入れ墨をした客の利用は禁止される場合がある。

## お辞儀

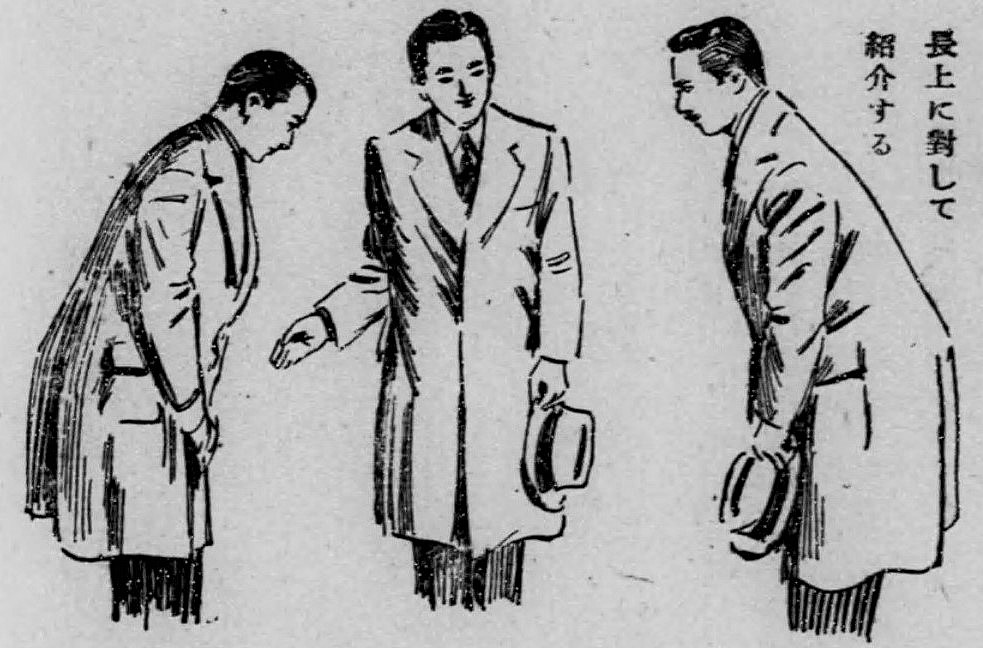
お辞儀

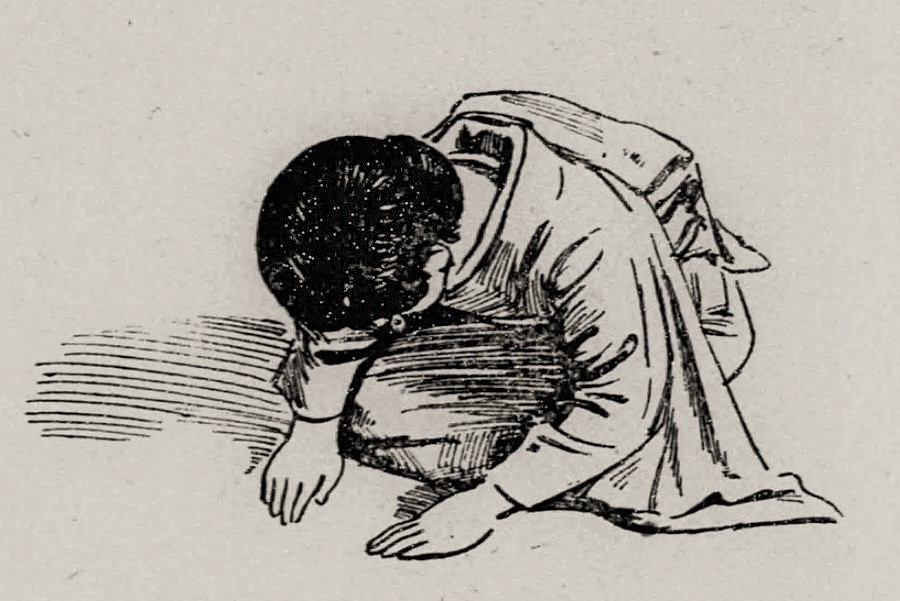
畳部屋でお辞儀をする

お辞儀は、おそらく日本国外で最も知られている日本のエチケット動作（ 敬称「o」または「お」はこの単語から省略できない。）。お辞儀は非常に重要で、非常に若い年齢、子供時分から通常でお辞儀を学ぶようになるが、企業は一般に従業員に正確なお辞儀手法を訓練する。

## お支払い
日本のビジネスでは、レジに現金を直接渡すのではなく、トレイにお金を置くことができるように、レジの近くに小さなトレイを設置するのが一般的。企業がそのようなトレイを提供する場合、それを無視し、代わりにキャッシャーが手で取るためのお金を差し出すことはエチケット違反 。トレイは、北米の「小銭を取る、小銭を残す」トレイとは異なる。 

## 飲食

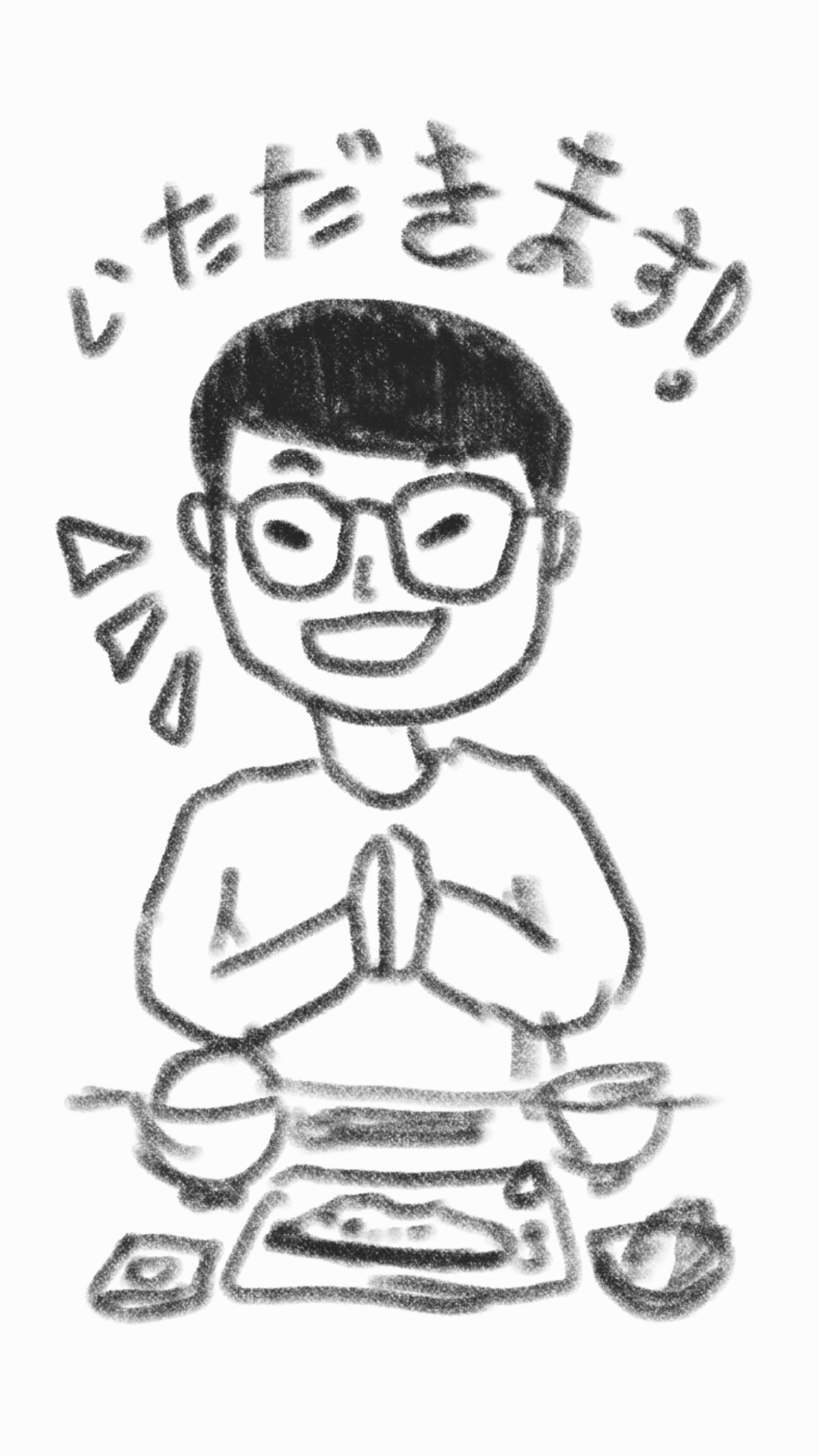
食べる前に「いただきます」と言っている少年

日本での食事は "いただきます" （いただきますは文字通り、「私は謙虚に受け入れます」の意)の言葉で始まる。これはフランス語の「bonappétit」または「恵み」と同様に、食物を提供する役割を果たしたすべての人に感謝の気持ちを表し、生物が布施として人間に命を与えたことを認めている行為である。食事が終了すると、"ごちそうさまでした"（（名誉）ごちそう）の条件であった）と言い、それに応答して、食事の作成者がしばしば言うのが"おそまつさまでした"（「食事はごちそうではなかったと思う」の意）である。

### 箸
日本では奈良時代から使われてきた 箸 chopsticks（はしhashi）の使用を取り巻く多くの伝統と不文律があり、たとえばお箸からお箸に食べ物を渡すことは特にタブーと見なされる。これは、火葬後、故人の家族が骨を処理する方法だからで食事中に他の人に食べ物を渡す必要がある場合（公の場で疑わしい習慣）、自分の箸で食べ物を拾い、箸を逆にしてハンドラーの口と直接接触していない箸を使用する必要があり、それを小さな皿の上に置いて、受取人がそれを（受取人自身の箸で）取り出すことができるようにする。食べ物のプレートを共有している間に他の道具が利用できない場合、箸の端を使用して共有された食べ物を取り出し、不一致の箸は使用しない。ご飯のボウルに箸を垂直に立てることは避ける。これは、一般的に葬儀で砂の中に立っている線香を思い出させるためで、また箸を食べ物に刺す行為も、仏教徒が神社で祖先に儀式の食べ物を提供するときに行う敬のactionな行為に似てるので慎む。他の人を指すように箸を置くことは、象徴的な脅威と見なされている。 

## 訪問

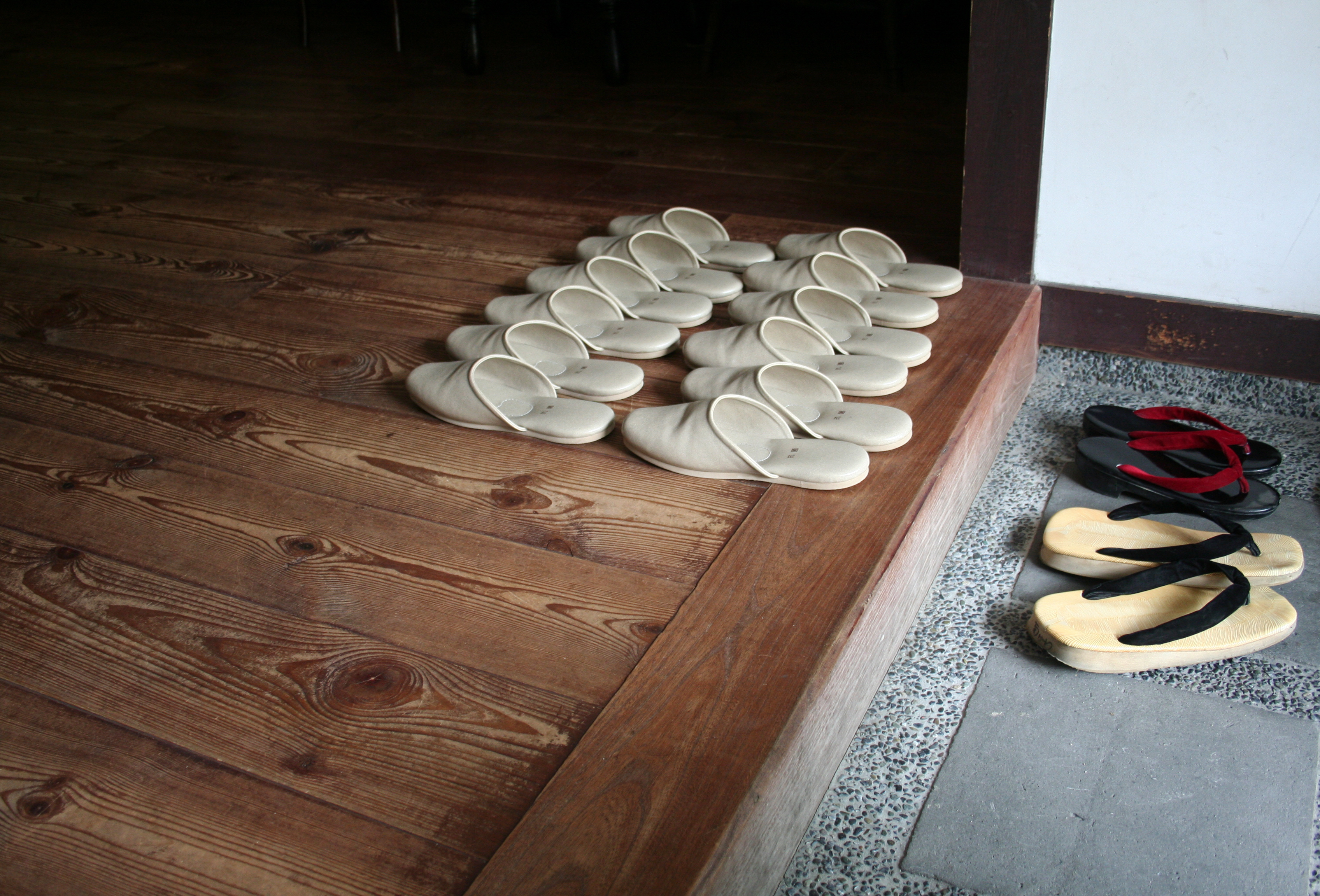
木製のホテルに足を踏み入れて、靴を脱いで家のスリッパを着用する日本のホテル

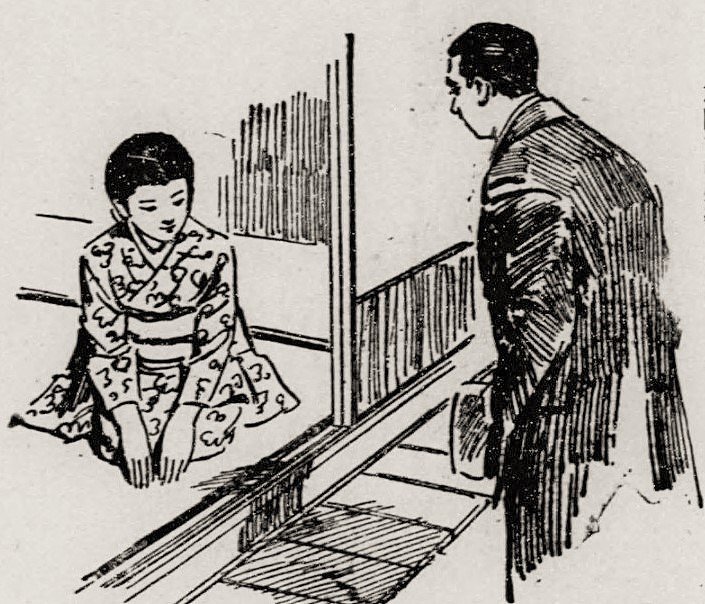
入り口で

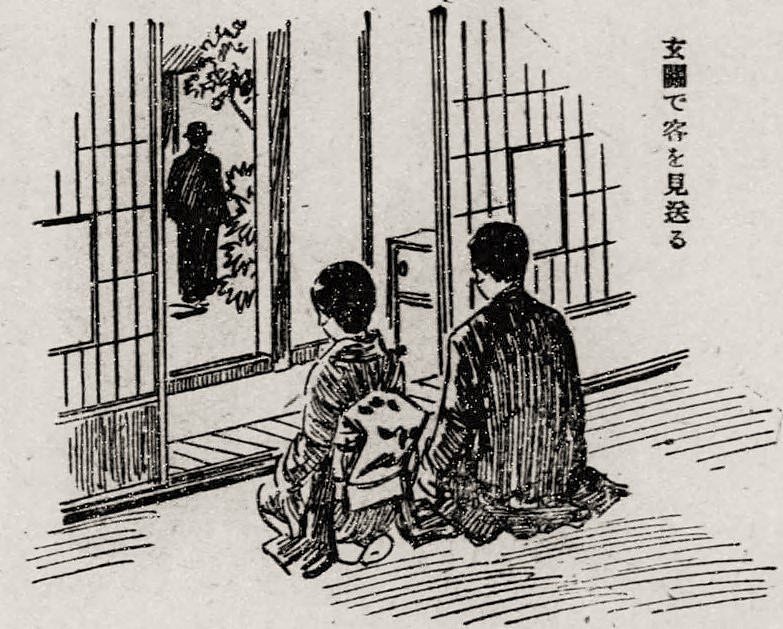
客を見送る

日本の誰かの家に招待されるのは名誉なことと考えられており、多くの日本人は、彼らの家を客を楽しませるには謙虚すぎると考えている。靴は部屋まで着用されないが、床の高さは地面や玄関の高さ、または同じ高さよりも高いことが多いため、日本人は、足底に付着する可能性のある土、砂、またはほこりで床を汚したくないためである。代わりに、靴は玄関 （mudroomや玄関ホワイエ）で脱ぎ、しばしばスリッパと呼ばれるに上履きにはき換えるが、靴下を履くだけでも、非公式の状況では受け入れられる。玄関は小さなアパートでも見られるが、それに対応して小さなステップアップが特徴。ただし、靴下は一般的には脱がない。親しい友人を訪ねるときは素足でも構わないが、そうでない場合はきちんと靴下を履く。衛生上の理由から、バスルームを使用する際に使用される別のスリッパもある。 
家に入るときに外への短い散歩のために木製の下駄が用意されている。一般に、サンダルの代わりに靴を履くのは礼儀正しいと考えられているが、サンダルの着用者は、素足がストッキングが履くスリッパに触れないように、裸足やストッキングを履くために白い靴下を履くことがある。 足袋靴下、サンダルと一緒に着用。靴は脱いだ後、つま先がドアに面するように向きを変える。冬の間、ゲストがコートや帽子を着ている場合、ホストがドアを開ける前にゲストはコートや帽子を外す。ゲストが去るとき、ドアが閉まるまでコートや帽子は着用しない。 
座席の配置については、 上座を参照のこと。 

## 贈答品

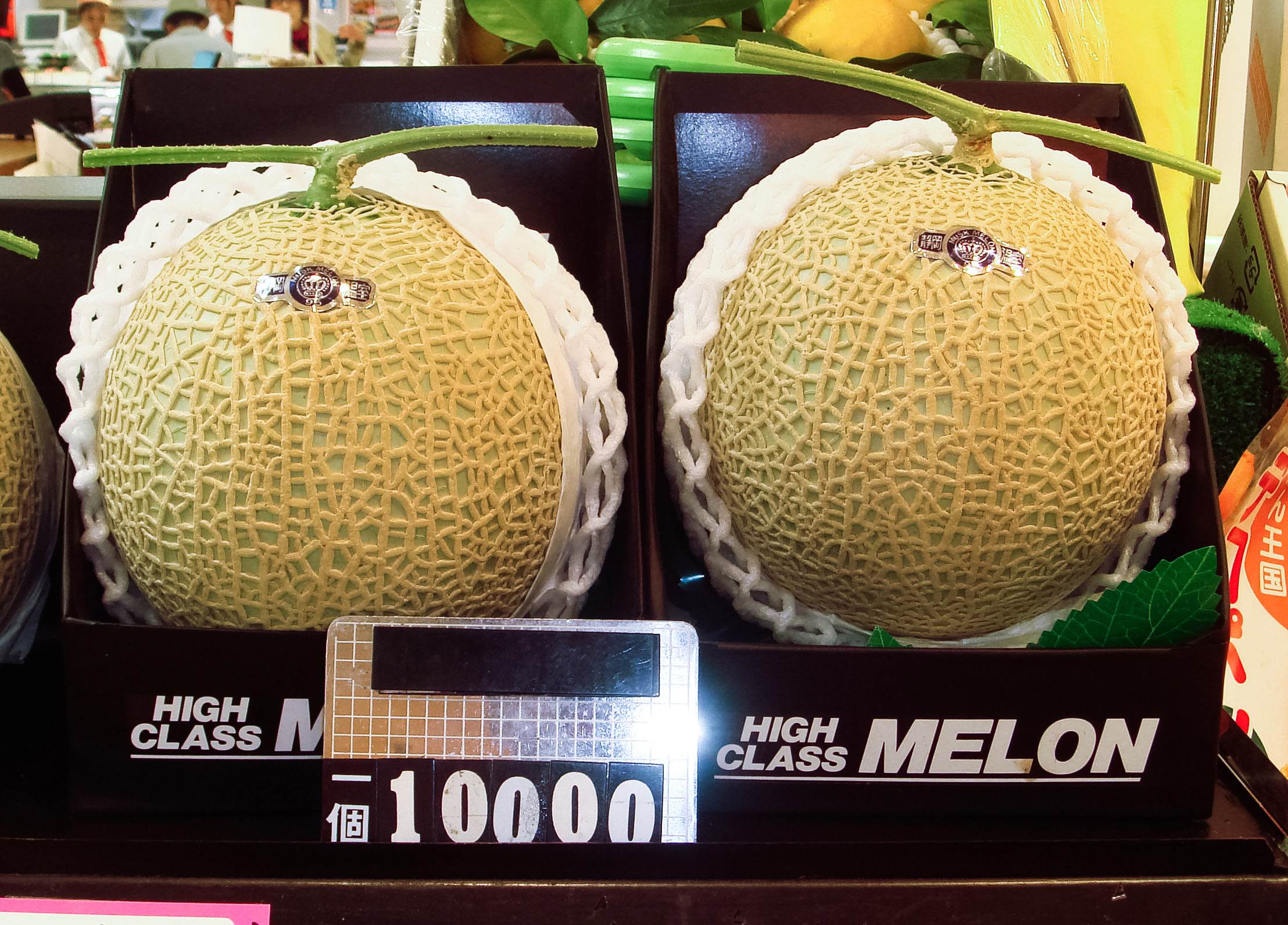
10000円のメロン 。丁寧に栽培され、不完全さがないことから選択されたもので、日本の贈答の習慣における贈り物として意図されている。

多くの人が客にプレゼントを開けるように頼むが、もしそうでなければ、日本人はプレゼントを開けられるかどうか尋ねる衝動を抑える。贈答品を受け取る行為は、受取人側に履行されない義務感を生じさせる可能性があるため、状況によっては贈答品が辞退される場合もある。 

### 季節の贈り物
2つのギフトシーズンが日本にあり、それぞれ歳暮と中元と呼ばれる。1つは冬用で、もう1つは夏用である。贈り物は、関係を持っている人、特に贈り物を与える人を助けた人に贈る。その期間、部下はオフィスで上司に贈り物をし、生徒はクラブのクラスで師範に何かを与え、オフィスでさえビジネスパートナーへの礼儀的な贈り物を準備する。中元にとって7月20日は、東京圏に住む人々に届ける最新の日付である。

### 失礼な贈り物

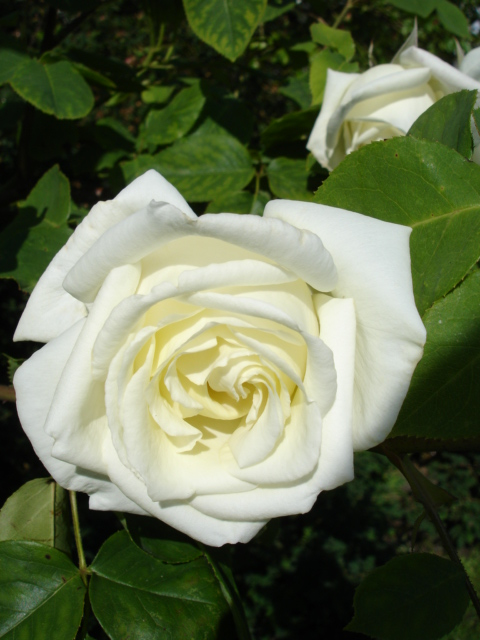
白い花は、日本の葬儀や死別に関連しているため、適切な贈り物ではない

数字の4と9を目立つように表示するいくつかのアイテムは、4（ shi ）の読み取りが死 （ shi ）または9（ ku ）苦痛または拷問（ ku ）の同音異義語を示唆するので、与えられるべきではない 。このように、櫛状、又は串はギフトとして、注意深く避けるべき項目である。 
結婚式の贈り物、鏡、陶器、ガラス製品、はさみ、ナイフは、それぞれ関係を壊したり切断したりする象徴性のため、適切な贈り物ではない 。新しい家と新しく開いたお店への贈り物として、灰皿、ストーブ/ヒーター、シガーライターなど、火と放火の心にもたらすものは、受取人が要求しない限り、リストから外す。受取人が贈与者よりも年長の場合、または還暦祝いの場合 、靴と靴下はその人に「スタンプを押す」と見なされる。   

### その他の贈り物
日本のもう一つの習慣は、女性がバレンタインデーに男性にチョコレートをあげることである 。チョコレートは、女性の愛情の対象、または女性が関係している男性にあげる。後者はgiri-choko（義理チョコ）と呼ばれる（義務でのチョコレート）。バレンタインデーにチョコレートを受け取った男性は、1ヶ月後のホワイトデーに受け取った人に何かを返す。

## あいさつ
挨拶は、日本の文化において非常に重要であると考えられている。小学校と中学校の生徒は、しばしば元気な挨拶をするよう言われる。怠惰な挨拶は西欧でいうぐにゃぐにゃの握手のような軽蔑の態度とみなされる。 
最も一般的な挨拶は、「おはようございます」または「おはよう」である。午前11時頃まで使用されるが、2人が出会ったその日の最初の機会であれば、いつでも使用できる。「こんにちは」は「良い日」または「良い午後」とほぼ同等で、午後遅くまで使用されています。そして「グッドイブニング」を表すのは「こんばんは」（今晩は）。話し手と聞き手の相対的な社会的地位に応じて、これらの挨拶のさまざまな形式を使い分ける。

## 手紙とはがき

### タイトル
人々のタイトルは、 -chan （ほとんどの場合、女性の親しい友人、若い女の子、またはどちらかの性別の幼児）、 -kun （ほとんどの場合、男性の親しい友人、または若い男の子）、- san （大人全般）および-sama。 （顧客用、および封建領主、 神または仏にも使用される）。 
手紙のアドレスは、親しい友人に送られたものであっても、通常は正式言語で書かれている。他のタイトル（例：先生は、たとえば「医者」または「教授」を意味する場合がある）が利用可能でない限り、受取人の名前で使用される標準的なタイトルは様である。会社宛ての手紙には「御中」を会社名の後につける。また、株式会社または有限会社などが社名組み込まれている場合、アドレスに言及することが重要と考えられている。職場で会社従業員に宛てた手紙の場合、住所には職場の名、従業員の役職の肩書き、従業員の氏名を含める必要がある。 

### 手紙の書き方
個人的な手紙は伝統的に、青または黒のインクを使用して、または筆と黒のインクを使用して手書きで書かれている。好ましい紙は和紙。文字を書く場合垂直方向または水平方向（tategakiとyokogaki）があるが、垂直方向は、伝統的でより正式。赤インクで人の名前を書くことは、その人が死ぬことを望んでいることを示唆しているため、文字を書く際の赤インクは避けるべき。 

### 挨拶はがき
日本では、お盆休暇を過ごす人はハガキを送らない。代わりに、日本の伝統は休日に来客としてお土産を持参することであり、多くの場合は食用になる（「 贈答品 」を参照）。ただし、年賀はnengajō（年賀状） という西洋でいうクリスマスカードと類似の伝統がある。期限内に送られた場合、 日本の郵便局は元旦の朝にカードを配達する。これらは、開始する中国の干支の年に基づいたモチーフで飾られている。新しい年に受取人の継続的な好意を要求しており、カードを送信していない人からカードを受け取った場合、エチケットは、1月7日までに到着するように、見返りにカードを送信する必要がある。 
ただし、その年に自分の親が亡くなった場合、喪中として年賀状を送らないことを謝罪するため、新年の前に黒で書かれたはがきを送る。理由は、親が亡くなったため、幸せな新年を望んだり経験したりはできないということからです。この場合、エチケットは彼らに新年の挨拶も送らないことである。 
夏のカードも送られる。暑中見舞いカードは7月〜8月7日に送られ、残暑見舞いカードは8月8日から8月の終わりまで、送付される。これらには受信者の健康に関する丁寧な問い合わせが含まれていることがよくある。
これらは通常郵便局から販売されており、宝くじ番号が含まれている。

## 敬意を表す言葉
上司や顧客などに敬意を表するための文法規則があり、これは良いエチケットや社会全体で大きな役割を果たしている。 日本の子どもたちは、就学前から他の人と調和して協力して行動するように教えられている。 
人々の間の調和のとれた関係に対するこの必要性は、多くの日本の行動に反映されており、多くは、礼儀正しさ、個人の責任を重視し、個人ではなく普遍的な善のために共に働くことを重視している。彼らは不快な事実を穏やかかつ間接的に提示するが、これは調和して働くことが生産的に働くための重要な要素であると考えいるからである 。 

## サービス業と公務員
日本は、サービスが素晴らしい場所として外国人によく引用されているがそのような主張は、不可能ではないにしても、定量化することは困難である。それにも関わらず、レストラン、飲食店、ショップ、サービスなどの公共施設でのサービスは、一般的に友好的で気配りがあり非常に丁寧である。一般的に、サービス業の従業員は、西洋文化で時々起こるような親密な関係を形成する目的で、顧客とカジュアルな会話をすることはめったにない。サービス業の従業員は、すべての顧客とより正式で専門的な関係を維持することが期待されており、顧客が近くにいる場合、サービススタッフ間のプライベートな会話は不適切と見なされる。 
一般に、ほとんどの国ではエチケットは顧客が敬意を持って扱われることが指示されるが日本ではこれは従業員が謙虚で慎重に対処し、顧客を高めるために敬意を表する言葉を使用することを意味する。したがって、顧客は通常、タイトル–sama （ 英語の "sir"または "madam"とほぼ同等）でアドレス指定される。ただし顧客がこのレベルの礼儀正しさをサーバーに返すことは期待されていない。 
従業員の服装は、通常、施設の種類とスタイルに応じて、きちんとしてフォーマルである。警察官 、タクシー運転手、およびできるだけ多くの人がラッシュアワーの電車に乗ることを保証することを仕事とする押し屋などの鉄道員、および人に触れなければならない他のタイプの従業員は、しばしば白い手袋を着用する。 

## 葬儀

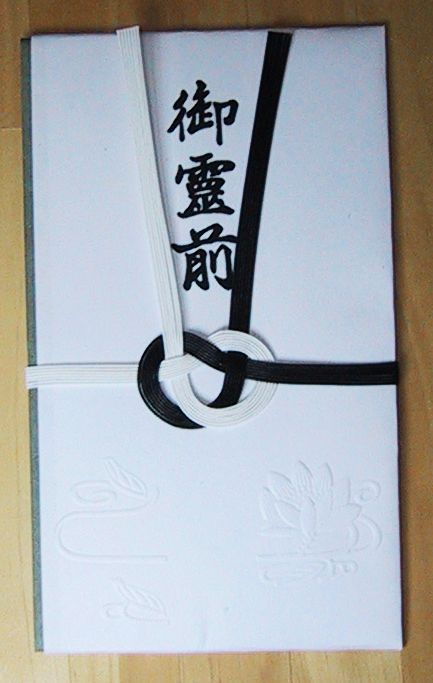
伝統的な「 香典袋 」のデザイン、通常5,000円以下

日本の葬儀に出席する人々はつぎのいずれかの特別な葬儀の提供封筒「 こうでんぶくろ （香典袋）」または小さな無地の白い封筒 で 「香典」と呼ばれるお金を渡す。「こうでんぶくろ 」のうち、一番下の折り畳まれた端は一番上の折り目の下に置かれる。これは一番上の折り返しの反対側または一番下の折り目は不運が一連の不幸になることを示唆しているためである。正式には、 ふくさ（袱紗、also written as 帛紗 and 服紗）という小さな袋があり、封筒を入れて葬式に持ち込む。 
「 香典袋」の適切な形式は、儀式のスタイル/宗教、およびあなたが投入した金額によって異なる。日本人の目覚めや葬儀のために人々は死後のしじゅうくにち（49日）にも特に葬儀に出席しなかった人は、目の前での礼拝時にお金を持ち込む。 

## 特別な誕生日
- 七・五・三歳： 七五三 （ 七五三  ）は、これらの年齢の子供向けに11月15日に開催されるイベントである。 [18]
- 二十歳（成人） ： 二十歳 、大人になり、アルコールを飲んだりタバコを吸うことができるようになる。 [18]
- 六十歳 ：還暦といい、中国の黄道帯の 5つのサイクルが完了したときを表す [18]
- 七十歳 ：七十歳の誕生日は、古希、古希の機会とよびこれは中国杜甫の詩"曲江二首其二" 「人生七十古來稀なり」節から取られた。「まれに到達した年齢「人生七十古來稀なり」 [19]70歳までの長寿を生きる人はほとんどいない」という意味 [20]
- 七十七歳 ：七十七歳の誕生日は喜寿の機会、喜寿といい「幸せな年齢」とされる、なぜなら筆記体で書かれた漢字喜は、七十七（七十七）の文字のように見えるから
- 八十歳 ：八十歳の誕生日は傘寿の機会、傘寿「傘年齢」、傘の漢字のため、筆記体の傘として仐  、80（八十）の文字のように見えるから
- 八十八歳 ：八十八歳の誕生日を米寿の機会、米寿「米の時代」。米の漢字「米」は八十八の文字のように見えるから
- 九十歳 ：九十歳の誕生日には、卒寿の機会、卒寿「成長する年齢」、漢字の成長のため、 卒が筆記体のスタイルで卆  、90（九十）の文字のように見えることから
- 九十九歳 ：九十九歳の誕生日は白寿の機会、白寿  、「ホワイトエイジ」は、白の中国語の文字「白」が100の中国語の文字「百」のように見え、上のストローク（「1」を意味する）が削除されているため
- 百歳：百歳の誕生日はももじ 百寿。百年の漢字百は百世紀を意味するため。綴は紀寿と表す。
- 百八歳 ：百八歳の誕生日は茶寿「お茶の年齢」は、お茶の漢字である茶が、108（十、十、八十八）を合計すると、10、10、および88の文字のように見えるため

## 名刺
会議の開始時に、名刺は慎重に交換する必要がある。各人の反対側に立って、カードを交換する人は、他の人がそれを読むことができるように両手でカードを提供 。カードをテーブルに投げたり、片手でさりげなく差し出したりしない。カードを両手で受け取り、しばらく眺めてから、レシーバーの座席の前のテーブルに慎重にセットするか、笑顔で名刺ホルダーに置いていく 。必要に応じて、この時点で名前を呼び方を尋ねることができる。人々のグループに会うとき、会話中に参照のためにテーブル上の受信機の前にカードを置くか、すぐに受信機のカードホルダーに置くこともなされる。カードを自分のポケットや財布に入れたり、他人の前で書いたりしてはならない 。名刺エチケットへのこの注意は、相手の敬意を示すことを意図している。 